# Friedrich Adolf von Berg
Friedrich Adolf Freiherr von Berg (* 16. November 1798 in Göttingen; † 14. März 1889 in Oldenburg) war ein deutscher Jurist und Politiker. Er war Abgeordneter im Oldenburgischen Landtag.

## Leben
Als Sohn des Günther von Berg aus einem niedersächsischen Adelsgeschlecht studierte von Berg Rechtswissenschaften in Tübingen und Göttingen. Während seines Studiums wurde er 1816 Mitglied der Burschenschaft Arminia Tübingen.  1819 legte er sein juristischen Examen ab und wurde Landgerichtsauditor in Vechta und ab 1821 im oldenburgischen Neuenburg. 1824 wurde er Kammerassessor und 1834 Hofrat bei der Rentkammer in Eutin. 1851 wurde er Amtmann in Westerstede. Als Abgeordneter gehörte er von 1859 bis 1860 und von 1861 bis 1863 dem Oldenburgischen Landtag an. Zu seinem Ruhestand wurde er 1876 mit dem Titel Geheimer Oberregierungsrat geehrt.